# Francesco Guccini
Francesco Guccini (* 14. června 1940) je italský zpěvák a kytarista. Narodil se ve městě Modena, a jelikož jeho otec působil během války v armádě, vyrůstal u svých prarodičů ve vesnici Pàvana. Své první album nazvané Folk beat n. 1 vydal v roce 1967. Následovala řada dalších. Rovněž je autorem románů, ale také vlastní biografie. Hrál také v několika filmech. V roce 1975 získal ocenění Premio Tenco.